# András Schiff
Sir András Schiff (hongarès: Schiff András)  (Budapest, 21 de desembre de 1953) és un pianista i director d'orquestra clàssic britànic d'origen hongarès, que ha rebut nombrosos premis i honors importants, com ara el premi Grammy, el premi Gramophone, la medalla Mozart i la Royal Academy. del Premi Bach de Música, i va ser nomenat "Knight Bachelor al Queen's Birthday Honors" el 2014 pels serveis a la música. També és conegut per la seva crítica pública als moviments polítics a Hongria i Àustria.
Schiff és professor visitant distingit de piano a la Barenboim–Said Akademie de Berlín, i el primer artista en residència de l'Orquestra Filharmònica d'Israel.

## Biografia
Schiff va néixer a Budapest en una família jueva, com a fill únic. Va començar les classes de piano als cinc anys, estudiant a l'Acadèmia de Música Franz Liszt de Budapest amb Elisabeth Vadász, després amb Pál Kadosa i Ferenc Rados. Sobre Rados, Schiff va dir: "Mai va haver-hi una paraula positiva d'ell. Tot va ser dolent, horrible. Però va inculcar una actitud saludable, un element de dubte". També va dir que de Rados va aprendre "els elements principals". de tocar el piano, produir el to i l'autocontrol; com escoltar-se [un mateix] i com practicar bé, sense perdre el temps, sempre musicalment, mai mecànicament." Entre els seus companys de classe hi havia els reconeguts concertistes Zoltán Kocsis i Dezső Ránki. Paral·lelament als seus estudis a Budapest, també va estudiar amb Tatiana Nikolayeva i Bella Davidovich en cursos d'estiu a la "Hochschule für Musik Franz Liszt", a Weimar. Després va estudiar a Londres amb George Malcolm, pioner en l'ús d'instruments de teclat d'època; Schiff va fer un enregistrament amb Malcolm de música a quatre mans de Mozart amb un fortepiano que havia pertangut al compositor. També va estudiar piano i música de cambra amb György Kurtág.
Schiff va ser guanyador del quart premi del Concurs Internacional de Piano Txaikovski el 1974 i empatat amb Pascal Devoyon al tercer premi al Concurs Internacional de Piano de Leeds el 1975. Va emigrar d'Hongria el 1979. No va poder complir els requisits de residència per a la ciutadania nord-americana a causa de les seves llargues absències per fer gira i va acceptar la ciutadania austríaca el 1987 i va establir cases a Londres i Salzburg.
Des de 1989 fins a 1998, Schiff va ser director artístic del festival de música de cambra "Musiktage Mondsee" prop de Salzburg. El 1995, va cofundar el "Ittinger Pfingstkonzerte" a Kartause Ittingen, Suïssa, juntament amb el famós oboista Heinz Holliger. Del 2004 al 2007 va ser artista resident al "Kunstfest Weimar". La temporada 2007-08 va ser pianista a la residència de la Filharmònica de Berlín. El 2011–12 va ser un dels "Artistes de Perspectives" del Carnegie Hall.
El 1999 va formar una orquestra de cambra ocasional, a la qual va anomenar Cappella Andrea Barca, amb el nom que prové d'una traducció italiana del seu cognom (Barca i Schiff signifiquen "barca", Barca en italià i Schiff en alemany), encara que ha proporcionat una pseudobiografia humorística del Barça fictici. Ha actuat com a director amb diverses orquestres importants, incloent aparicions regulars amb la Philharmonia Orchestra de Londres i la Chamber Orchestra of Europe, i les recents amb la San Francisco Symphony i la Los Angeles Philharmonic.
Schiff és un dels intèrprets més reconeguts de Bach, Mozart, Beethoven, Schubert i Schumann. Els seus nombrosos enregistraments per al segell Decca inclouen gran part de la música per a teclat de Bach, la música de Domenico Scarlatti, Ernst von Dohnányi, Johannes Brahms i Piotr Ilitx Txaikovski, les sonates completes per a piano de Mozart i Schubert i els concerts per a piano complets de Felix Mendelssohn, amb Charles Dutoit i de Wolfgang Amadeus Mozart amb la "Camerata Academica Salzburg" dirigida per Sándor Végh. Els seus enregistraments per al segell Teldec inclouen els concerts complets per a piano de Beethoven amb la ""Staatskapelle Dresden"" dirigida per Bernard Haitink i els concerts complets per a piano de Béla Bartók amb la "Budapest Festival Orchestra" dirigida per Iván Fischer, així com obres en solitari de Haydn, Brahms i altres. Els enregistraments notables per al segell ECM inclouen música de Leoš Janáček i Sándor Veress, obres principals de Schubert i Beethoven amb un pianoforte d'època, i enregistraments en directe de totes les sonates per a piano de Beethoven, fetes a Zuric. Entre 2004 i 2006 va donar una sèrie de conferències-recitals sobre les sonates completes de Beethoven al Wigmore Hall de Londres. Els seus enregistraments de concerts en directe per a ECM també inclouen els seus segons recorreguts de les Partites de Bach i les Variacions Goldberg.
Per a G. Henle, va proporcionar digitacions per a noves edicions de The Well-Tempered Clavier de Bach (publicat el 2006) i digitacions i cadències que falten per a una nova edició dels concerts per a piano de Mozart (iniciats el 2007).
Schiff està casat amb la violinista Yūko Shiokawa. La parella té residències a Londres, Florència (Itàlia), i Kamakura (Japó).
Schiff ha dit que admira molts pianistes, com Artur Schnabel, Edwin Fischer, Alfred Cortot, Sergei Rachmaninoff, Ignaz Friedman, Josef Hofmann, Annie Fischer, Rudolf Serkin, Mieczysław Horszowski, Radu Lupu, Murray Perahia, Richard Goode i Peter Serkin.

## Ensenyament
Schiff, conegut per les seves classes magistrals de transmissió de vídeo, és actualment a la facultat de la "Barenboim–Said Akademie" de Berlín, Alemanya, i és professor visitant distingit de piano. Ha impartit classes magistrals a escoles tan prestigioses com la Juilliard School, l'"Oberlin College" i la Royal Academy of Music. També va fer una sèrie de classes magistrals el 2019 al "Gstaad Menuhin Piano Festival" per a només set estudiants seleccionats: Florian Caroubi, Pallavi Mahidhara, Nuron Mukumi, Nicolas Namoradze, Elena Nefedova, Chiara Opalio i Shir Semmel.

## Premis i honors
Els premis que ha guanyat Schiff inclouen un premi Grammy 1990 a la millor interpretació solista instrumental (sense orquestra) - "English Suites de Bach"; un premi Gramophone el 1990 per un recital de Schubert amb Peter Schreier; el premi Bartók l'any 1991; la Medalla Memorial Claudio Arrau l'any 1994; el premi Kossuth el 1996; el Premi de Música Léonie Sonning el 1997; membre d'honor a la Casa Beethoven de Bonn, atorgada l'any 2006 per la seva gravació completa de les sonates per a piano de Beethoven; el premi italià, Premio della critica musicale Franco Abbiati, també pel seu cicle Beethoven l'any 2007; també el 2007, el Premi Bach de la Reial Acadèmia de Música, patrocinat per la Fundació Kohn, atorgat a "una persona que ha fet una contribució destacada a l'actuació i/o a l'estudi acadèmic de Johann Sebastian Bach"; la Medalla Wigmore Hall; el 2008; també l'any 2008, el premi "Klavier-Festival Ruhr", per un èxit pianístic destacat; el premi Robert Schumann de la ciutat de Zwickau el 2011; "Orden Pour le mérite für Wissenschaften und Künste" d'Alemanya (2011) i el gener de 2012, la Medalla d'Or Mozart de la Fundació Internacional Mozarteum.
Ha estat nomenat professor honorari per acadèmies de música de Budapest, Detmold i Múnic i és un membre especial supernumerari del Balliol College de la Universitat d'Oxford. És membre del "Royal Northern College of Music". El desembre de 2013, la Royal Philharmonic Society li va atorgar la seva medalla d'or.
Va ser nomenat Knight Bachelor a la llista d'honors de l'aniversari de la reina de 2014, pels serveis a la música.
El 2018, Schiff va rebre el doctorat honorari de SAR el príncep de Gal·les, president del Royal College of Music (RCM). Schiff va rebre la medalla Bach l'any 2022 de la ciutat de Leipzig.

## Visions polítiques
Schiff ha fet declaracions públiques sobre la política a Àustria i Hongria. També s'ha convertit en un crític obert del govern hongarès de Viktor Orbán, a qui ha acusat públicament de racisme, antisemitisme i neofeixisme, afirmant el gener de 2012 que mai més tornaria a posar els peus al seu país natal.
Àustria
L'any 2000, va comentar l'ascens de l'extrema dreta a Àustria. Posteriorment, va renunciar a la seva ciutadania austríaca i va prendre la ciutadania britànica el 2001.
Hongria
L'1 de gener de 2011, Schiff va publicar una carta a The Washington Post en la qual es preguntava si "Hongria està preparada i digna d'assumir" la presidència rotativa del consell de la Unió Europea, com va fer aquell dia, a causa del "racisme, la discriminació contra els gitanos, l'antisemitisme, la xenofòbia, el masclisme i el nacionalisme reaccionari" i "les últimes lleis de mitjans" (en referència a les noves lleis de mitjans aprovades a finals de desembre de 2010 pel govern de Viktor Orbán).
El 16 de gener de 2011, Schiff va dir al Frankfurter Allgemeine Zeitung que s'havia convertit en "persona non grata" a Hongria i que probablement no hi tornaria a actuar "ni tan sols visitar-lo". El 17 de gener es va unir al director hongarès Ádám Fischer i a altres sis intel·lectuals i artistes hongaresos en la publicació d'una carta oberta "Als artistes d'Europa i del món" protestant contra el "racisme contra els gitanos, amb l'homofòbia i amb l'antisemitisme" i dient que "la llibertat dels mitjans de comunicació, de les arts i dels artistes, i d'aquells que podrien actuar amb més eficàcia contra aquestes tendències és cada cop més reduït". La carta va aparèixer en alemany i en anglès, amb una nota de suport de Daniel Barenboim adjunta. Com a resultat de les seves declaracions, va ser atacat pels nacionalistes hongaresos.
El 14 de gener de 2012, en una entrevista al diari alemany Der Tagesspiegel, Schiff va expressar la seva profunda preocupació per les bandes radicals de dreta que aterroritzen els gitanos, l'antisemitisme obert i el xovinisme i el nacionalisme molt conservadors del partit governant Fidesz a Hongria últimament. Com que, com va dir, "l'esquer antisemita s'ha tornat socialment acceptable a Hongria", i havia estat denunciat com a Saujude a Internet, havia cancel·lat tots els seus concerts a Hongria, va dir. El desembre de 2012, va dir al lloc web de Yle Uutiset (televisió finlandesa) que es mantindria a l'exili autoimposat d'Hongria.
El desembre de 2013, Schiff va dir a un entrevistador de la BBC que havia rebut amenaces anònimes a través d'Internet, afirmant que "Si torno a Hongria, em tallaran les dues mans. No vull arriscar-me a una agressió física i mental." A més, va escriure l'entrevistador: "Fins i tot sense aquesta amenaça, Schiff diu que li costaria tocar a Hongria. L'art i la política no es poden deslligar. El públic importa als intèrprets. "No som ingenus", diu".